# Thalassarachna floridearum
Thalassarachna floridearum är en spindeldjursart som först beskrevs av Lohmann 1889.  Thalassarachna floridearum ingår i släktet Thalassarachna, och familjen Halacaridae. Arten är reproducerande i Sverige.